# Jose de la Nieve Linares
José Kelvin de la Nieve Linares est un boxeur espagnol né le 22 août 1986 à Los Alcarrizos en République dominicaine.

## Carrière
Sa carrière amateur est notamment marquée par une médaille d'argent et une médaille de bronze aux championnats d'Europe de Liverpool en 2008 et de Moscou en 2010 dans la catégorie mi-mouches.

## Palmarès

### Jeux olympiques
- Qualifié pour les Jeux olympiques de 2012 à Londres, Angleterre.

### Championnats d'Europe de boxe amateur
- Médaille de bronze en -48 kg en 2010 à Moscou, Russie.
- Médaille d'argent en -48 kg en 2008 à Liverpool, Angleterre.

### Jeux méditerranéens
- Médaille de bronze en catégorie mi-mouches (-48 kg) en 2005 à Almería, Espagne.

## Référence
1. ↑  (en) Résultats des championnats d’Europe 2008 (boxrec.com)